# Jean-Frédéric de La Tour du Pin Gouvernet
Pour les articles homonymes, voir La Tour du Pin.
Jean-Frédéric de La Tour du Pin Gouvernet (1727-1794) est un général et homme politique français, député de la noblesse aux États généraux de 1789, ministre de la guerre du roi Louis XVI. Il est exécuté le 28 avril 1794, en même temps que son frère Philippe-Antoine.

## Biographie
Né le 22 mars 1727 à Grenoble, il est issu d'une branche cadette de la famille de La Tour du Pin. Il est le fils de Jean de La Tour du Pin (~1660-1731), comte de Paulin, baron de Cuzac et de Cubzaguais, mestre de camp du régiment de Bourbon-cavalerie, chevalier de l'ordre de Saint-Louis, et de Suzanne de La Tour (~1700-1752).

### Mariages et descendance
En 1753, il épouse Marie-Thérèse Billet, qui décède le 9 avril 1754.

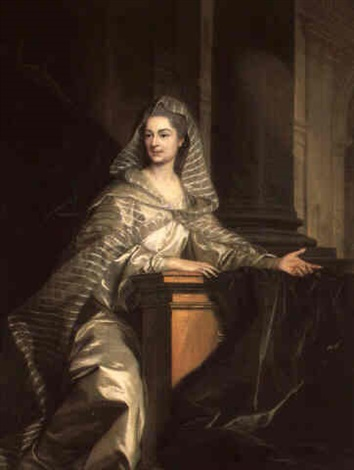
Portrait de la comtesse de La Tour du Pin.

En 1755, il épouse en secondes noces Cécile Marguerite Séraphine de Guinot, fille du marquis de Monconseil, lieutenant général des armées du Roi, et de Cécile thérèse Pauline Rioult de Curzay. Elle lui apporte notamment la terre d'Ambleville. De ce mariage, sont issus deux enfants :
- Cécile Suzanne de La Tour du Pin Gouvernet (1756-1793), mariée en 1777 avec Augustin Louis Charles de Lameth (1755-1837) ;
- Frédéric-Séraphin de La Tour du Pin Gouvernet (1759-1837), marié en 1787 avec Henriette Lucy Dillon.

### Carrières militaire et politique
Entré comme cornette au régiment de Bourbon-Cavalerie en 1741, capitaine en 1744, colonel au corps des Grenadiers de France en 1749, chevalier de Saint Louis en 1757, colonel du régiment de Guienne et brigadier des armées du Roi en 1761, il était pourvu du régiment de Piémont et nommé Maréchal de camp en 1762. Il est promu lieutenant-général en 1781.
Au décès de son cousin issu de germain, Charles Frédéric de la Tour-du-Pin de Bourelon (1694-1775), il devient le chef de la famille de La Tour du Pin.
Le 5 décembre 1787, il est nommé lieutenant-général des armées du Roi puis commandant en chef des provinces d’Aunis, de Saintonge, de Poitou et du Bas-Angoumois. Le comte de La Tour du Pin est élu député aux États généraux de 1789 le 26 mars 1789. Il représente la noblesse de la sénéchaussée de Saintes. Il se montre partisan des idées nouvelles et se réunit, avec la minorité de son ordre, au tiers-état. Le 28 août 1789, il démissionne de l'Assemblée constituante pour devenir ministre de la Guerre dans le premier gouvernement constitutionnel de Louis XVI.
Il est ministre de la Guerre du 4 août 1789 au 16 novembre 1790, durant les premiers mois de la Révolution française. Il est d'ailleurs nommé le jour même de l'abolition des privilèges par l'Assemblée constituante. [Il eut, avec l'assentiment de l'Assemblée, à ordonner à Bouillé de réprimer vivement la révolte du régiment des Suisses de Châteauvieux à Nancy.]
Il rétablit la discipline dans l’armée et reçoit les félicitations de l’Assemblée nationale. Bientôt en butte aux attaques des Jacobins, il offre sa démission au Roi, qui la refuse. Il ne lui en fallait pas moins sortir du Conseil en 8 novembre 1790. Louis XVI le rappelle encore en 1792 pour faire partie du Comité de Gouvernement. Mais il était devenu suspect, il est relâché puis arrêté le 31 août suivant à Auteuil, dans son château de la Tuilerie où il s’était retiré.
Resté attaché à l'institution monarchique, il dépose en faveur de Marie-Antoinette lors de son procès devant Fouquier-Tinville, qui n'apprécia pas que Jean-Frédéric l'appelât « Votre Majesté » ou « la Reine ».
Sa tête tombe sous la guillotine le 28 avril 1794, jour même où il fut condamné et en même temps que son frère aîné.

### Ses demeures
Il était comte de Paulin, marquis de la Roche-Chalais et de Cénevières, vicomte de Calvignac, comte de Chastelard, vicomte de Tesson et d’Ambleville, baron de Cubzac, seigneur du Cubzaguais, seigneur de Formarville.
Il possedait le château de Cénevières dans le Lot, dans sa famille depuis 1616. Il fut apporté en dot lors du mariage de la veuve du seigneur Antoine de Gourdon, Isabeau d'Astor de Montbartier, avec Charles de La Tour du Pin.
Il entreprend en 1759 la démolition du château de La Roche-Chalais, compte tenu de son délabrement, et du coût des travaux à effectuer.
Il démolit l'ancien château du Bouilh, à Saint-André-de-Cubzac, terre dont il était le seigneur, et fit construire de 1787 au 4 août 1789 un nouveau château destiné à accueillir le roi Louis XVI lors de sa visite en Guyenne, d'après les plans de l'architecte parisien Victor Louis.
Son fils Frédéric-Séraphin, qui épousa Henriette Lucy Dillon, fille d'Arthur Dillon, dirigea le 43e régiment d'infanterie de ligne, et fut ambassadeur et Pair de France. Sa femme fut célèbre pour ses Mémoires d'une femme de cinquante ans.
Le fils de Frédéric-Séraphin de La Tour du Pin, le marquis Aymar de La Tour du Pin, vendit toutes ses terres du Cubzaguais au père de Louis Henri Hubert-Delisle en 1835.

### Pages connexes
- Famille de La Tour du Pin